# L'imbecille
L'imbecille è una commedia in un atto, scritta da Luigi Pirandello, della quale s'ignora la data di composizione. Il dramma è ispirato alla omonima novella del 1921. La commedia fu rappresentata per la prima volta al Teatro Quirino di Roma il 10 ottobre 1922.

## Trama
Il giornale di provincia la "Vedetta Repubblicana" è un piccolo quotidiano politico la cui redazione è nella stessa casa del suo direttore Leopoldo Paroni. Le ore che precedono l'uscita nelle edicole sono frenetiche: i redattori portano concitate informazioni di uno scontro di piazza tra i sostenitori di opposti partiti politici.
Tra le altre notizie arriva alla redazione quella che riferisce che il comune amico Lulù Pulino, gravemente ammalato, si è tolto la vita impiccandosi. Il direttore così cinicamente commenta l'accaduto:
Lo scontro politico è degenerato al punto che l'avversario politico si è mutato in nemico da eliminare uccidendolo.
Un redattore, Luca Fazio, chiede al direttore di potergli parlare in privato. Paroni spera che Luca faccia quello che quell'imbecille di Pulino non ha fatto; ma si sbaglia: anche Fazio è molto malato e, per non essere considerato stupido come il suo collega suicida, dice di aver accettato l'incarico da Mazzarini di uccidere il direttore.
Paroni non gradisce questa inversione di ruoli che lo mette nella condizione di vittima politica e, da vile qual è, si raccomanda, piange e implora pietà da Luca che trova uno stratagemma:
Costringerà il direttore a mettere per iscritto le sue cialtronesche considerazioni sul povero Pulino e si ucciderà facendosele trovare indosso in modo che diventi di pubblico dominio la crudele imbecillità di Paroni.

## Edizioni
- Luigi Pirandello, Maschere nude, a cura di Italo Zorzi e Maria Argenziano, Roma, Newton Compton Editori, 2007